# Cantón de Anglet-Norte
El cantón de Anglet-Norte era una división administrativa francesa, situada en el departamento de los Pirineos Atlánticos y la región Aquitania.

## Composición
El cantón de Anglet-Norte estaba formado por la parte norte de Anglet.

## Supresión del cantón de Anglet-norte
En aplicación del Decreto n.º 2014-248 de 25 de febrero de 2014 el cantón de Anglet-norte  fue suprimido el 22 de marzo de 2015 y la sección de Anglet que lo formaba, pasó a formar parte del nuevo cantón de Anglet.